# Jordan Hamilton (Fußballspieler)
Jordan Hamilton (* 17. März 1996 in Toronto) ist ein kanadisch-jamaikanischer Fußballspieler. Er steht seit Juli 2019 beim MLS-Franchise Columbus Crew unter Vertrag.

## Karriere
Seine Jugend verbrachte er an der Academy des Toronto FC. Für die Reservemannschaft seines Vereins kam er im September 2013 zweimal in der USL Pro zum Einsatz. In der Saison 2014 kam er in der MLS am 14. April bei einer 0:1-Niederlage gegen die Colorado Rapids zum Einsatz. Seine Einwechselung für Mark Bloom erfolgte in der 90. Minute.
Im Sommer bis Ende 2014 folgte eine Leihe zum portugiesischen Klub CD Trofense, bei welchem er auch zu Einsätzen in der zweiten Liga kam. Zurück in der MLS kam er teils für die erste und die zweite Mannschaft in der USL zum Einsatz. In dieser Zeit gewann er dreimal den kanadischen Pokal. Sowie in der Saison 2017 den MLS Cup und das Supporters Shield.
Im Juli 2019 ging er zu Columbus Crew nach Ohio.